# Lungtok Gyatso
Lungtok Gyatso (tibetano:ལུང་རྟོགས་རྒྱ་མཚོ་, wylie:lung rtogs rgya mtsho, pinyin tibetano: Lungdog Gyaco, chino: 隆朵嘉措) (1806 – 1815) fue el noveno dalái lama.
Lungtok Gyatso nació en 1805 o 1806, cerca del Monasterio Choekor en Dan Chokhor, un pequeño pueblo en la histórica región de Kham, Tenzin Dhondup y Choekyong dolma.
En 1807 fue reconocido como la reencarnación del octavo dalái lama, acompañado a Lhasa con una gran ceremonia. En 1810, fue entronizado en el Palacio de Potala en el Trono de Oro de la Po-Ganden drang. Él se inició como añimno del Panchen Lama, que le dio el nombre de Lungtok Gyatso. Ese mismo año el anciano Ta-tarea Nga-Wang Gon-po falleció y el De-mo-ku Tul Nga-Wang Min-Zang Tub Jig-ten-me Gya-GRT (m. 1819) fue designado para reemplazarle.
El explorador inglés Thomas Manning, que llegó a Lhasa en 1812, describió su reunión con el 9.º dalái lama, cuya edad era de siete años en el momento, con estos términos: "El lama del hermoso e interesante rostro cautivó toda mi atención. Él era sencillo, no le afectaban los modales de una buena educación principesca de cuando era niño. Su cara era, pensé, afectivamente hermosa. Estuvo a una alegre disposición. Yo estaba muy afectado por esta entrevista con el lama. Yo podría haber llorado a través de la sensación de extrañeza."
Lamentablemente, su vida fue breve debido a su muerte a la edad de nueve años en 1815. Toda la nación se sumió en el dolor, que duró hasta el reconocimiento de la nueva reencarnación ocho años más tarde [4].